# Рибера-Альта (Наварра)
Рибера-Альта (исп. Ribera Alta) — исторический регион и район (комарка) в Испании, находящийся в провинции Наварра. Площадь — 413,83 км². Административный центр — город Перальта. Население на 2022 год — 25 988 человек. Регион расположен на юге страны, пересекаемый реками Арга и Арагон. Местность равнинная, без больших перепадов высот, с развитым сельским хозяйством, в частности виноградарством. В регионе степной климат с жарким засушливым летом с малым количеством осадков.
К объектам культурного наследия, расположенным в регионе, относятся церковь Санта-Эуфемия и дворец Бобадильяс в Вильяфранке, колокольня в Перальте, церковь Святого Иакова в Фунесе и замок Мартзилла.

## Муниципалитеты
1. Андосилья
2. Асагра
3. Каркар
4. Лодоса
5. Марсилья
6. Перальта
7. Сан-Адриан
8. Сартагуда
9. Сесма
10. Фальсес
11. Фунес